# Flemming Oliver Jensen
Flemming Oliver Jensen (ur. 2 lutego 1950) – duński trener piłki ręcznej, legitymujący się tytułem EHF Mastercoach Degree, najwyższym stopniem trenerskiego wykształcenia w Europie. 
Jako trener zdobył m.in. tytuł mistrza oraz wicemistrza Danii z zespołem Virum-Sorgenfri HK (1996-97). Tę drużynę doprowadził również do finału Pucharu EHF, przegranego z niemieckim Flensburgiem-Handewitt. Od stycznia do końca listopada 2009 roku trener piłkarzy ręcznych Wisły Płock, wicemistrza Polski.